# Messicobolus mystecus
Messicobolus mystecus är en mångfotingart som först beskrevs av Chamberlin 1953.  Messicobolus mystecus ingår i släktet Messicobolus och familjen Messicobolidae. Inga underarter finns listade i Catalogue of Life.